# 11870 Sverige
11870 Sverige (1989 TC3) là một tiểu hành tinh vành đai chính được phát hiện ngày 7 tháng 10 năm 1989 bởi E. W. Elst ở Đài thiên văn Nam Âu. Tiểu hành tinh named after Sverige (Thụy Điển), a country ở Northern Europe.